# La mafia uccide solo d'estate
La mafia uccide solo d'estate è un film del 2013 diretto e interpretato da Pif, scritto da lui stesso con Michele Astori e Marco Martani.
È una commedia drammatica che, attraverso il racconto della vita del protagonista Arturo, ricostruisce, in toni spesso paradossali e ironici, la storia della sanguinosa attività criminale di Cosa nostra a Palermo, città d'origine di Pif, dagli anni settanta agli anni novanta.

## Trama
(Il padre al piccolo Arturo, prima di andare a dormire)
Palermo, 10 dicembre 1969. Lorenzo e Maria Pia Giammarresi entrano nel loro appartamento, al civico 108 di viale Lazio, durante la loro prima notte da sposati, e, trasportati dalla passione, decidono di consumare un rapporto sessuale per concepire il loro primo figlio. Nel frattempo i membri di Cosa nostra Emanuele D'Agostino, Bernardo Provenzano, Damiano Caruso, Calogero Bagarella e Gaetano Grado si recano in auto, travestiti da poliziotti (tutti tranne Grado), in viale Lazio, proprio sotto l'appartamento dei Giammarresi, ed uccidono il boss Michele Cavataio, da loro ritenuto colpevole di aver scatenato la prima guerra di mafia. Ad aver organizzato la strage è Salvatore Riina, detto Totò, futuro capo della mafia siciliana. Gli spermatozoi di Lorenzo, spaventati dagli spari, si ritirano, e solo uno, apparentemente ignaro dei fatti, raggiunge l'ovulo di Maria Pia e lo feconda: da ciò nascerà Arturo Giammarresi.
Ottobre 1970. Arturo viene battezzato da Fra Giacinto, sacerdote legato a vari mafiosi, che celebra il battesimo in fretta e furia in quanto deve presenziare anche alla proclamazione come sindaco di Palermo del mafioso Vito Ciancimino, eletto con il sostegno della Democrazia Cristiana. È proprio a causa di quelle amicizie poco raccomandabili che Fra Giacinto, dieci anni dopo, verrà ritrovato assassinato nel suo appartamento presso Santa Maria di Gesù, insieme ad una pistola carica, mazzette di milioni di lire e dei frustini.
Un giorno, Fra Giacinto si trova a benedire la casa dei Giammarresi. Appena il prete esce di casa, il piccolo Arturo, che stava impiegando molto tempo ad iniziare a parlare, lo indica e pronuncia la sua prima parola: "mafia".
Dicembre 1974. Arturo è in ospedale con il padre in occasione della nascita del fratello minore Emanuele e prova uno strano senso di spavento vedendo un uomo all'apparenza assolutamente normale e di cui ignora totalmente l'identità: egli si scopre essere proprio Riina, che si trova all'ospedale per la nascita della figlia Maria Concetta.
Negli anni successivi diversi personaggi più o meno noti vengono assassinati, come il vicebrigadiere della Polizia Filadelfio Aparo ed il giornalista Mario Francese. Arturo sente dire a tutte le persone che incontra che gli omicidi di questi uomini non sarebbero legati alla mafia ma al fatto che essi avrebbero tentato relazioni con donne che avrebbero fatto meglio a lasciar perdere. Il protagonista quindi si promette che non avrà mai una relazione con una donna.
Arturo va alle scuole elementari, dove nella sua classe arriva una nuova bambina, Flora Guarneri, figlia di un facoltoso banchiere datore di lavoro del padre di Arturo. Arturo si innamora di Flora a prima vista ma non riesce a dichiararsi in quanto, oltre ad essere timido, ha paura degli omicidi. Dopo aver chiesto consiglio a Fra Giacinto, che gli dice di stare tranquillo in quanto non si muore per colpa delle donne, va a spiare Flora di nascosto in casa sua, dove viene visto e rimproverato da Rocco Chinnici, un magistrato che abita nello stesso palazzo della ragazza, in via Giuseppe Pipitone Federico. Saputo che Arturo è innamorato di Flora, Chinnici promette di mantenere il segreto.
Arturo chiede al padre come abbia chiesto alla madre di sposarlo e Lorenzo, non avendo voglia di parlarne, lo invita a guardare Bontà loro in televisione, dove Maurizio Costanzo sta intervistando il Presidente del Consiglio in carica, il democristiano Giulio Andreotti, il quale racconta di aver chiesto di sposarlo a sua moglie in un cimitero. Arturo rimane profondamente affascinato da ciò, così comincia a documentarsi sul Presidente, di cui ritaglia le foto dai giornali ed appende un poster nella sua stanza, ritenendolo uno dei politici migliori al mondo ed un uomo che vuole solo il bene per i cittadini e pensa prima agli altri che a sé stesso.
Per Carnevale, Fra Giacinto organizza una festa in maschera nell'oratorio della chiesa in cui verrà premiato il bambino con il costume migliore. Arturo si traveste come Andreotti: nessuno capisce con esattezza chi sta impersonando, ma il suo costume piace a tutti, così vince il premio. In quell'occasione, Arturo tenta di chiedere a Flora di andare con lui al cimitero per dichiararle il suo amore, ma Flora deve allontanarsi.
Un giorno Arturo, prima di andare a scuola, va al bar Lux a fare colazione assieme al padre e al fratello. Lì il commissario di Polizia Boris Giuliano offre un'iris ad Arturo, che non l'aveva mai assaggiata. Arturo, da quel momento in poi, per diverse mattine, si sveglia prima e va a comprare un'iris che mette sul banco di Flora prima che lei arrivi. Una mattina, Flora trova l'iris mentre in classe ci sono solo lei, Arturo e Fofò Cassina, un ragazzo che va tutti i pomeriggi a studiare a casa di Flora. Flora chiede a Fofò se sia lui a metterle le iris sul banco e Fofò risponde di sì per fare colpo su di lei.
Arturo, rattristato da questo evento, legge su un giornale una frase di Andreotti che incita a raccontare la verità. La mattina seguente Giuliano viene ucciso proprio nel bar Lux e alcuni proiettili rompono la vetrina delle iris. Andato a scuola, dice la verità a Flora, aggiungendo però che non potrà più portarle le iris perché dentro ad una di esse c'erano dei proiettili che hanno ucciso un uomo. Flora inizialmente crede al racconto, ma poi arriva Fofò con un'iris comprata in un altro bar; Flora si convince quindi che Arturo le abbia mentito.
Iniziano delle tensioni fra le fazioni mafiose rivali, che portano all'assassinio del giudice Cesare Terranova, del politico democristiano e Presidente della Regione Siciliana in carica Piersanti Mattarella e del procuratore Gaetano Costa. I mafiosi palermitani iniziano ad avere paura di quelli corleonesi, guidati da Riina e comprendenti Bagarella e Provenzano.
L'appartamento sotto a quello dei Giammarresi, un tempo di proprietà del defunto nonno di Arturo, viene occupato in affitto da qualcuno; Arturo, convinto che si tratti di un boss mafioso, lo racconta a Flora e la porta a casa sua, in modo da farla ricredere e dimostrarle che non è un bugiardo. In realtà non si tratta affatto di un criminale ma di Francesco, un giovane e cordiale giornalista; Arturo quindi fa un'altra figura pessima e Flora, indignata, se ne va.
Arturo decide di dedicarsi alla sua passione, il giornalismo, e si fa aiutare da Francesco, il quale, leggendo un tema su Andreotti del protagonista, gli spiega che purtroppo i giornalisti spesso non possono scrivere quello che vogliono ma vengono costretti a scrivere qualcosa di ben preciso. Francesco infatti era impegnato nello scrivere articoli contro la mafia ma, per paura che ciò causasse problemi, il direttore del giornale per cui lavora lo ha obbligato a curare le rubriche sportive. Francesco spiega ad Arturo che i giornalisti devono essere pazienti, tenaci e convinti nel loro mestiere.
Arturo partecipa quindi ad un concorso per giovani giornalisti, finanziato dal padre di Flora, il cui vincitore potrà scrivere per un mese sul giornale locale. Il 30 aprile 1982 si viene a sapere che Arturo ha vinto il concorso; proprio durante la premiazione avviene l'omicidio del deputato comunista Pio La Torre.
Arturo, in qualità di vincitore del concorso, si reca ad intervistare il generale dei Carabinieri Carlo Alberto dalla Chiesa, da poco nominato prefetto di Palermo, e gli chiede come mai abbia preso servizio in Sicilia per combattere la mafia nonostante Andreotti abbia detto che l'emergenza criminalità è solamente in Campania e in Calabria. Il 3 settembre 1982 il generale dalla Chiesa viene ucciso in via Carini ed Arturo è stato l'ultimo ad intervistarlo. Francesco spiega ad Arturo che un giornalista deve stare molto attento alle proprie fonti, quindi in questo caso le dichiarazioni di Andreotti non sono state una buona fonte.
Arturo va al funerale di dalla Chiesa, sperando di incontrare Andreotti per potergli chiedere come mai fosse sicuro che il problema della criminalità non riguardasse la Sicilia. Al funerale ci sono alcuni dei più importanti politici italiani del momento, cioè Sandro Pertini, Giorgio Almirante, Giovanni Spadolini e Bettino Craxi, ma non c'è Andreotti; quando alcuni giorni dopo, in un'intervista, al leader della DC viene chiesto come mai non sia andato al funerale del generale, egli dice di preferire i battesimi.
Arturo invita nuovamente Flora ad andare al cimitero e questa volta lei accetta, ma Arturo non riesce comunque a confessarle il suo amore. Flora saluta Arturo per l'ultima volta perché si deve trasferire in Svizzera, visto che in Sicilia il padre ha difficoltà a gestire i suoi affari a causa della presenza dei magistrati antimafia.
Arturo, quella notte, va sotto la casa di Flora e scrive per terra "Flora non partire, ti amo, Arturo". Il giudice Chinnici vede la scritta e non dice nulla a Flora, mantenendo la promessa.
La mattina seguente, il 29 luglio 1983, proprio mentre Chinnici esce dal palazzo, esplode un ordigno piazzato dai mafiosi, uccidendo il giudice e facendo saltare il marciapiede con sopra il messaggio. Chinnici è quindi l'ultimo ad aver letto il messaggio, mentre Flora non l'ha nemmeno visto.
Francesco trasloca; Arturo giura di non dire mai più "ti amo" a una ragazza e perde tutta la stima che aveva nei confronti di Andreotti, avendo intuito i suoi rapporti con la mafia.
In quegli anni i magistrati Giovanni Falcone e Paolo Borsellino, continuando il lavoro iniziato da Chinnici, istituiscono il maxiprocesso a Cosa nostra, riuscendo a far arrestare ed incarcerare centinaia di mafiosi, responsabili degli omicidi di Aparo, Francese, Giuliano, Terranova, Mattarella, Costa, La Torre, dalla Chiesa e Chinnici.
Nel 1992, grazie alla mediazione di Francesco, Arturo viene assunto come pianista ed assistente presso TV Palermo, nella trasmissione Bonsuar: Lo show dei palermitani, condotta dal conosciuto personaggio televisivo Jean Pierre. Durante il primo giorno di lavoro di Arturo, come ospite della trasmissione c'è Salvo Lima, parlamentare siciliano della DC e membro della corrente andreottiana, la cui assistente è proprio Flora, tornata dalla Svizzera. Arturo, vedendo Flora, si distrae mentre suona al pianoforte la sigla della trasmissione e commette diversi errori nell'esecuzione, venendo allontanato dal programma.
Flora parla con Lima esprimendo pareri positivi su Arturo, il quale viene quindi assunto come inviato speciale incaricato di realizzare servizi giornalistici sulla campagna elettorale della Democrazia Cristiana in Sicilia per le imminenti elezioni politiche. Arturo si reca nell'ufficio di Flora e vi incontra il vecchio compagno di scuola Fofò, che sta portando dei fiori a Flora. Arturo dice a Fofò che Flora è ritornata in Svizzera perché ha litigato con Lima e gli prende i fiori, con la scusa di metterli in un vaso per non farli appassire, per poi consegnarli a Flora fingendo di averli comprati lui, assieme a delle iris comprate effettivamente da lui, in memoria dei tempi della scuola.
Il boss Totò Riina si lamenta del fatto che Lima, nonostante sia stato aiutato dal punto di vista politico dai voti dei mafiosi, non si è adoperato per non farli arrestare, quindi decide di far uccidere prima Lima, poi Falcone e infine Borsellino.
Flora invita Arturo a casa sua per farsi aiutare a scrivere un discorso che Lima dovrà leggere. Non trovando un punto d'accordo i due litigano, con Flora che accusa Arturo di credersi meglio di lei e lo caccia via. Jean Pierre va a prendere Arturo in auto e gli comunica di avergli concesso un'ultima possibilità come pianista a Bonsuar: Lo show dei palermitani, avvertendolo che se farà altri errori lo licenzierà definitivamente. In quel momento Jean Pierre viene salutato con cordialità da due ragazzi in motorino, che un attimo dopo si dirigono verso l'auto con a bordo Lima e lo uccidono. Arturo viene nuovamente licenziato e si mette alla ricerca di un nuovo lavoro.
23 maggio 1992. Fofò sta guidando in autostrada nei pressi di Capaci quando all'improvviso sente una fortissima esplosione e la sua auto viene coperta da detriti di cemento e da un mucchio di polvere: i mafiosi hanno ucciso Falcone e la sua scorta, nascondendo una grande quantità di esplosivo sotto l'autostrada e facendolo detonare mentre transitava l'auto del giudice.
19 luglio 1992. Jean Pierre, mentre rientra nella sua abitazione in via D'Amelio a Palermo, sente una forte esplosione: i mafiosi hanno ucciso Borsellino, facendo esplodere un ordigno all'interno di un'auto parcheggiata sotto il palazzo nel quale il magistrato stava entrando per andare a trovare la madre.
Dopo tutti questi attentati i palermitani smettono di essere vittima di quel misto di omertà ed ignoranza che li caratterizzava in origine, acquistano consapevolezza di ciò che sta accadendo e dei problemi che la mafia da sempre crea e, durante il funerale di Borsellino e della sua scorta, scendono in strada a protestare, urlando di non volere più legami tra mafia e Stato. Alla protesta partecipano anche Arturo e Flora, che si riconciliano e si baciano.
Arturo e Flora, superati tutti i rancori, si sposano, e dalla loro unione nasce un bambino, che Arturo educa a riconoscere il male e a combatterlo ed a cui mostra i monumenti alle vittime della mafia, uomini coraggiosi caduti mentre facevano il loro dovere, molti dei quali incontrati di persona da Arturo nel corso della sua vita.
Il film finisce con un insieme di immagini di giornali con le foto e i nomi delle più famose vittime di mafia.

## Produzione
La storia prende spunto dall'esperienza personale e civile di Pif, la stessa di tutti i palermitani che per anni hanno vissuto in una città divisa tra la normalità degli eventi quotidiani e la violenza dei fatti mafiosi ma non descritti come tali. Il piccolo Arturo, il protagonista del film, si trova, a differenza dei suoi concittadini, ad essere sensibile alle "malavitose stranezze" che vede accadere ogni giorno a Palermo, rappresentando tutti coloro che nella realtà hanno affrontato il malaffare mafioso fin dai tempi in cui la popolazione ancora ne ignorava o negava l'esistenza, diventandone spesso vittime.
I protagonisti del film vivono, con il passare degli anni, una sorta di doppia vita, fatta da una parte di eventi felici, innamoramenti e scelte professionali, dall'altra di attentati, minacce, omicidi ed una multiforme omertà. Sia da bambino che da adulto, la sfida del palermitano Arturo sarà quella di confrontarsi con questa doppia natura degli abitanti della sua terra, potendo trovare le risposte giuste solo nel proprio cuore e nel proprio senso civile.
Il film nasce dall'intuizione del produttore Mario Gianani, che contatta Pif chiedendogli se abbia idee per il cinema dopo aver visto una puntata della trasmissione televisiva Il Testimone di MTV, di cui Pif stesso è autore e conduttore. Pif, che ha iniziato la sua carriera nel mondo audiovisivo come aiuto-regista di Franco Zeffirelli nel 1998 e poi di Marco Tullio Giordana ne I cento passi (film dedicato a Peppino Impastato, quindi anch'esso direttamente legato al tema della mafia) nel 2000, coglie al volo l'occasione e propone un'idea che stava sviluppando da circa 4 anni, dando vita proprio al film con Cristiana Capotondi.
Lo stile del film utilizza, per molti aspetti, il linguaggio tipico del già citato programma Il Testimone. Gli argomenti, anche quelli più scabrosi e delicati, vengono trattati con un doppio registro fatto di ironia e fredda presentazione dei fatti, in un'alternanza tra momenti comici e di tristezza.

## Accoglienza
Il film ha partecipato al Torino Film Festival, aggiudicandosi il premio del pubblico come miglior film ed è stato distribuito nelle sale italiane il 28 novembre 2013. Il film ha incassato in totale 4 662 000 euro.
Pietro Grasso, ex Procuratore Nazionale Antimafia che all'epoca era presidente del Senato e futuro leader della coalizione politica di sinistra Liberi e Uguali, ha definito questo film la miglior opera cinematografica sul tema della mafia che abbia mai visto.
Ha incassato globalmente 6,7 milioni di euro

## Riconoscimenti
- 2014 - David di Donatello
  - Miglior regista esordiente a Pierfrancesco Diliberto
  - David giovani a Pierfrancesco Diliberto
  - Candidatura Miglior film
  - Candidatura Migliore sceneggiatura a Michele Astori, Pierfrancesco Diliberto e Marco Martani
  - Candidatura Miglior produttore a Mario Gianani, Lorenzo Mieli per Wildside con Rai Cinema
  - Candidatura Migliore canzone originale (Tosami lady) a Santi Pulvirenti e Domenico Centamore
  - Candidatura Migliori costumi a Cristiana Ricceri
  - Candidatura Miglior trucco a Dalia Colli
  - Candidatura Migliori effetti speciali a Paola Trisoglio e Stefano Marinoni per Visualogie
- 2014 - Nastro d'argento
  - Miglior regista esordiente a Pierfrancesco Diliberto
  - Migliore soggetto a Michele Astori, Pierfrancesco Diliberto e Marco Martani
  - Candidatura Miglior produttore a Mario Gianani, Lorenzo Mieli per Wildside con Rai Cinema
  - Candidatura Migliore attrice non protagonista a Cristiana Capotondi
  - Candidatura Migliore montaggio a Cristiano Travaglioli
  - Candidatura Miglior casting director a Francesca Borromeo
- 2014 - Globo d'oro
  - Migliore sceneggiatura a Michele Astori, Pierfrancesco Diliberto e Marco Martani
  - Candidatura Miglior film a Pierfrancesco Diliberto
  - Candidatura Miglior commedia a Pierfrancesco Diliberto
- 2014 - Ciak d'oro
  - Ciak d'oro Alice/Giovani a Pierfrancesco Diliberto
  - Candidatura Migliore sceneggiatura a Michele Astori, Pierfrancesco Diliberto e Marco Martani
  - Candidatura Miglior produttore a Mario Gianani e Lorenzo Mieli
  - Candidatura Migliore scenografia a Marcello Di Carlo
  - Candidatura Migliori costumi a Cristina Ricceri
  - Candidatura Miglior montaggio a Cristiano Travaglioli
- 2014 - European Film Award
  - Migliore commedia a Pierfrancesco Diliberto
- 2013 - Torino film festival
  - Premio del pubblico a Pierfrancesco Diliberto
- 2014 - Bari International Film Festival
  - Premio Francesco Laudadio per la miglior opera prima e seconda a Pif
- 2014 - Trailers FilmFest
  - Premio del pubblico Miglior Trailer della stagione cinematografica
- 2014 - Città di Misilmeri
  - Premio Rocco Chinnici